# Stuhlfelden
Stuhlfelden  ist eine Gemeinde im Oberpinzgau des Bezirks Zell am See (Pinzgau), Salzburger Land, Österreich, mit 1550 Einwohnern (Stand 1. Jänner 2024). Sie gehört zu den Nationalpark Hohe Tauern.

## Geografie
Die Gemeinde liegt im Salzachtal, etwa 25 Kilometer von Zell am See entfernt. Das verhältnismäßig kleine Gemeindegebiet zieht sich nach Norden in die Kitzbüheler Alpen bis an die Landesgrenze zu Tirol im Nordwesten, im Süden gehören nur die Nordhänge des Granatspitzgrat-Ausläufers zum Gemeindegebiet. Höchster Punkt der Gemeinde ist der 2363 m ü. A. hohe Gaißstein im Norden, südlichster Punkt ist am Sturmannseck (⊙), am Anstieg zum Zwölferkogel (2446 m), dem Zwölf-Uhr-Berg des Orts Stuhlfelden.

### Gemeindegliederung
Das Gemeindegebiet umfasst folgende fünf Ortschaften (Einwohner Stand 1. Jänner 2024):
- Bam (43)
- Dürnberg (74)
- Pirtendorf (220)
- Stuhlfelden (1115)
- Wilhelmsdorf (98)

Die Gemeinde umfasst zwei Katastralgemeinden, Stuhlfelden mit 11,7 km² und Dürnberg mit 18 km².
Stuhlfelden war bis 2002 Teil des Gerichtsbezirks Mittersill und gehört seit 2003 zum Gerichtsbezirk Zell am See.

### Nachbargemeinden
| Jochberg (Bez. Kitzbühel, Tir.) | Saalbach-Hinterglemm                        |           |
| Mittersill                      | Kompassrose, die auf Nachbargemeinden zeigt | Uttendorf |
|                                 |                                             |           |

## Geschichte
Der Ort wird erstmals 963 als ad Stoulveldum urkundlich erwähnt, und ist damit die ältest-genannte Gemeinde des Oberpinzgaues. Als Pfarre wird sie schon 1160 genannt. Als Ort im Erzstift Salzburg war Stuhlfelden bis 1806 salzburgisch und kam 1816 mit Salzburg zu Österreich.
Als eine der Urpfarren des Pinzgaues ist Stuhlfelden auch Sitz eines römisch-katholischen Dekanats (Erzdiözese Salzburg), zuständig für den Oberpinzgau.

## Hauptort der Gemeinde
Hauptort der Gemeinde ist das Dorf Stuhlfelden, mit etwa 1.300 Einwohnern. Es liegt oberhalb des nördlichen Salzachufers am Talausgang des Stuhlfeldner Bachs, am Südfuß der Stimmelhöhe (Dorf Stuhlfelden, einem Vorberg des Gaißsteins), und des Manlitzkogels (2247 m).
Zur Ortschaft gehören auch die Rotte Burgwies im Westen. Zur Katastralgemeinde zählen auch die Gebiete der Ortschaften Pirtendorf und Wilhelmsdorf.
Nachbarortschaften:
| Dürnberg                     | Bam                                         |            |
| Burk (Gemeinde Mittersill)   | Kompassrose, die auf Nachbargemeinden zeigt | Pirtendorf |
| Felben (Gemeinde Mittersill) | Wilhelmsdorf                                |            |

## Kultur und Sehenswürdigkeiten
In Stuhlfelden:

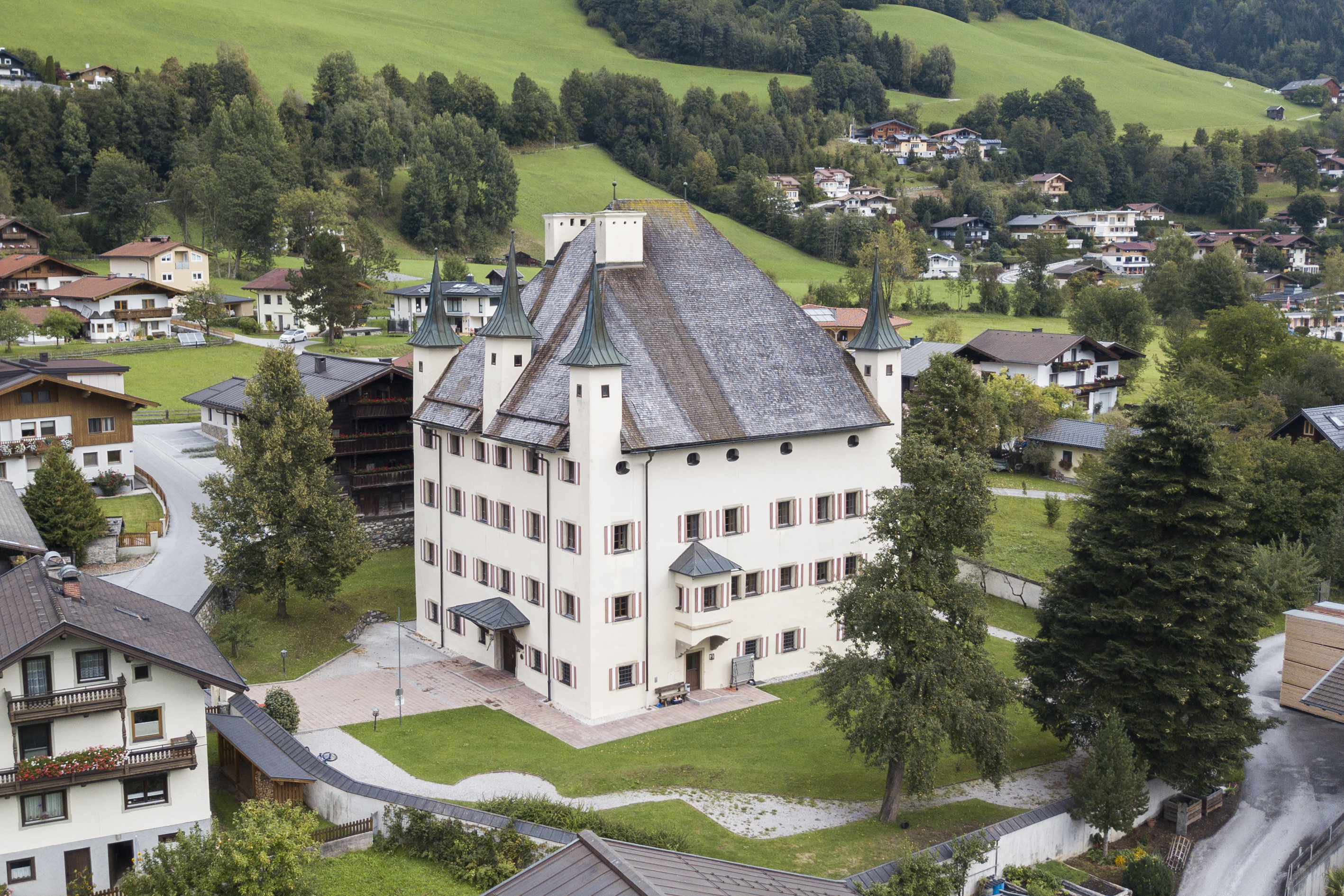
Schloss Lichtenau

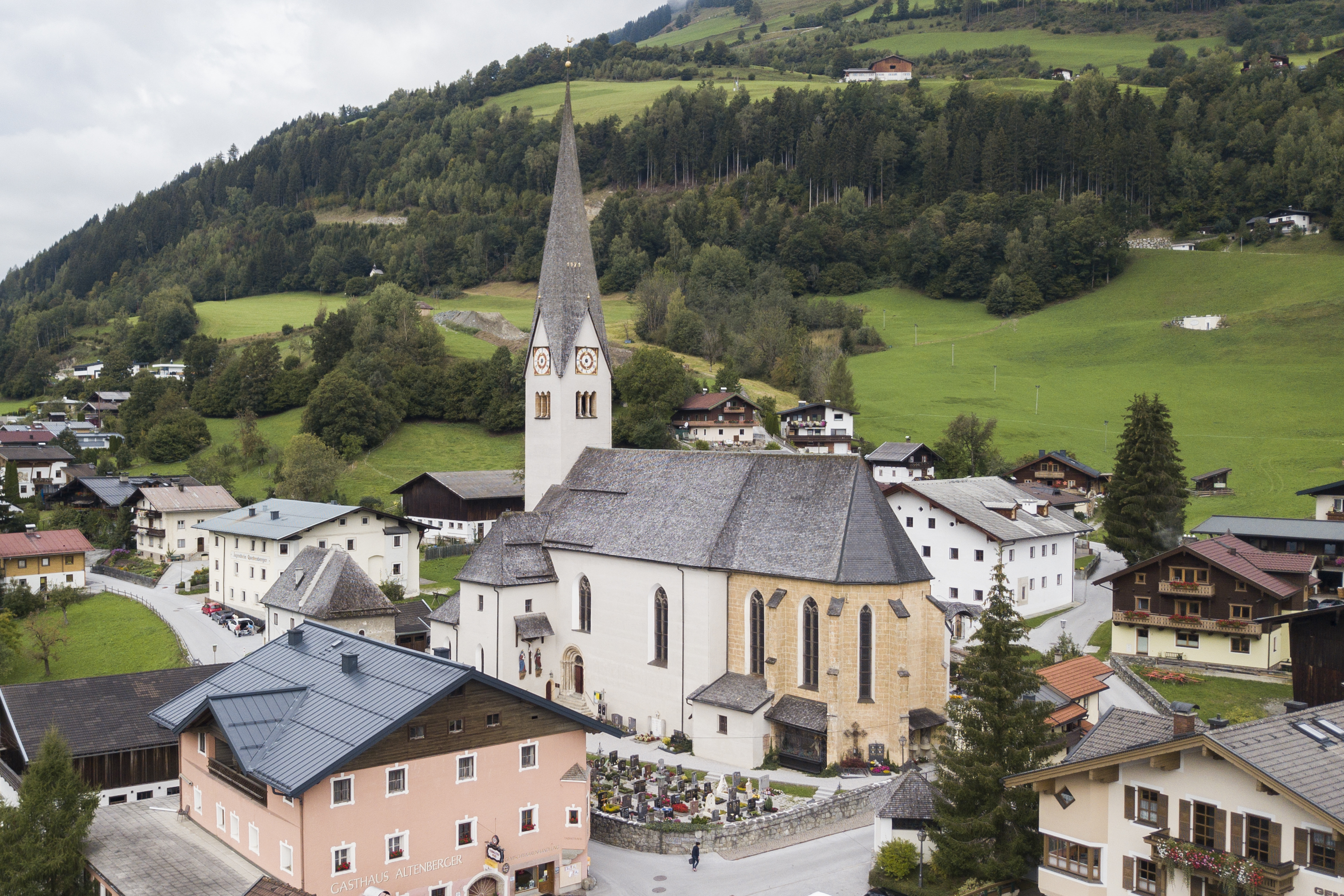
Pfarrkirche Stuhlfelden

- Schloss Lichtenau (Stuhlfelden 23): im ersten Jahrzehnt des 16. Jahrhunderts erbaut; mit quadratischen Grundriss und fünf zierlichen Ecktürmchen; beherbergt heute die Allgemeine Sonderschule; das Schloss liegt direkt im Ort
- Katholische Pfarrkirche Stuhlfelden Mariä Himmelfahrt (Maria am Stein) und Friedhof (Stuhlfelden 41): erstmals 1140 urkundlich erwähnt, im romanischen Stil erbaut, aber in der Gotik erneuert und ausgebaut, 58 m hoher Spitzhelmturm; sehenswerte Ausstattung, romanisches Rundbogenportal – Kirche mit Friedhof stehen unter Denkmalschutz
- Pfarrhof (Stuhlfelden 18): Denkmalgeschützter Pfarrhof
- Schwaigergut (Schwaigerlehen/Berngarten) (Stuhlfelden 14): Denkmalgeschütztes Bauernhaus, Pinzgauer mehrstöckiger Einhof des 16. Jahrhunderts in Blockbauweise mit Gangln, innen erhaltene Rauchkuchl, über 500 Jahre alt
- Geigerhaus (Stuhlfelden 25 neben dem Schloss Lichtenau ⊙): ebenfalls über 500 Jahre alter hölzerner Pinzgauer Einhof, wird nicht mehr als landwirtschaftlicher Betrieb geführt.
- Jugendhaus Quehenberger, ehemalige Haus Weyergut (Stuhlfelden 15):[3] Denkmalgeschütztes ehem. Haus Weyergut, Wirtschaftshof
- Kaiser Franz Denkmal: stand ursprünglich am Kreuzbichl an der alten Pass Thurn Straße, es erinnert an Kaiser Franz I., der die Salzachregulierung im Oberpinzgau in den 1830ern veranlasst hatte – am Pass Thurn soll er angesichts der versumpften Talung den Entschluss dazu gefasst haben.[2][4][5]
- Waldkapelle Stuhlfelden oberhalb des Orts: Votivkapelle von 1833, unter Denkmalschutz

In den umliegenden Ortschaften der Gemeinde:
- Schloss Labach: in Wilhelmsdorf, urkundlich erstmals 1323 erwähnt (auch Lambach, Lapach)
- Saueckkapelle

Im Umland:
- Nationalpark Hohe Tauern: Stuhlfelden liegt am Nationalpark, gehört aber nicht direkt zu den Nationalparkgemeinden, da sein Gemeindegebiet etwas nördlich der NP-Grenzen endet.

## Wirtschaft und Infrastruktur
Typisch für die Region sind die vielen kleineren Familienunternehmen, die sich auf das Vermieten von Ferienwohnungen und Apartments spezialisiert haben.

### Verkehr
Stuhlfelden ist auf Straßen und per Bahn gut erreichbar. Die B 168 Mittersiller Straße passiert den Ort, die Pinzgaubahn hat eine Haltestelle Stuhlfelden Lokalbahn bei Pirtendorf, die Postbus-Linie 670 Zell am See – Krimml hält Stuhlfelden Ortsmitte.

### Heilbad Burgwies
Das Heilbad liegt am sonnseitigen Berghang westlich von Stuhlfelden gegen Mittersill (⊙). Es ist schon 1450 erwähnt. Heute ist es privat genutzt.
Es handelt sich um eine akratische Calcium-Magnesium-Natrium-Hydrogencarbonat-Schwefelquelle mit Eisengehalt, die erwärmt wird. Als Indikationen werden Erkrankungen an Bewegungs- und Stützapparat (postoperative Therapie), Rheumatische Erkrankungen, Frauenkrankheiten, Neurologische Erkrankungen genannt.

### Bildung
- Volksschule
- Sonderpädagogisches Zentrum

## Politik

### Gemeinderat
| Gemeinderatswahl 2024Wahlbeteiligung: 81,7 % 50403020100 41,8 % (+8,7 %p)39,8 % (−8,8 %p)18,4 % (+0,1 %p) FPÖÖVPSPÖ20192024 |

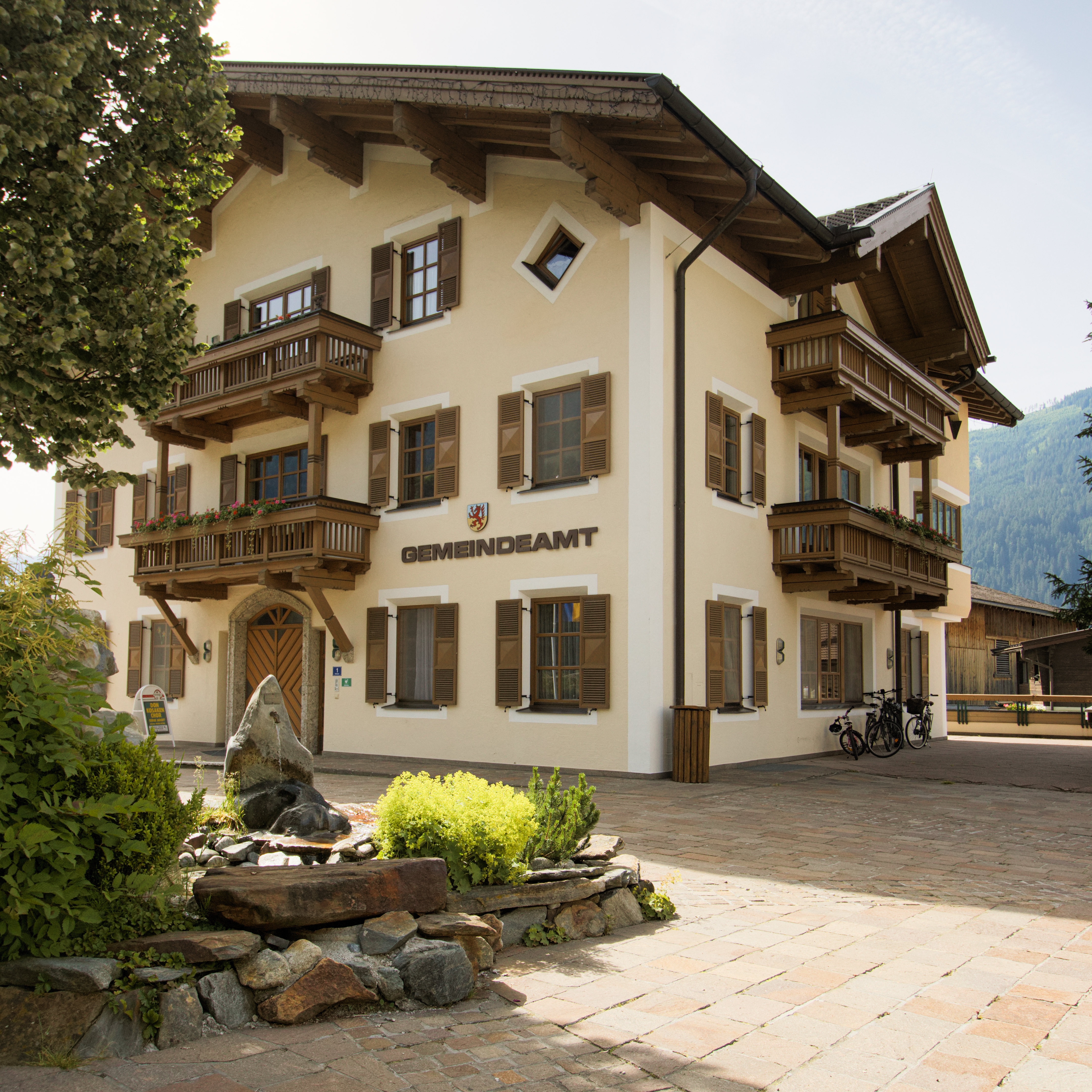
Gemeindeamt

Die Gemeindevertretung hat insgesamt 17 Mitglieder.
- Mit den Gemeindevertretungs- und Bürgermeisterwahlen in Salzburg 2004 hatte die Gemeindevertretung folgende Verteilung: 10 ÖVP, 5 SPÖ, und 2 FPÖ.
- Mit den Gemeindevertretungs- und Bürgermeisterwahlen in Salzburg 2009 hatte die Gemeindevertretung folgende Verteilung: 9 ÖVP, 4 SPÖ, und 4 FPÖ.[8]
- Mit den Gemeindevertretungs- und Bürgermeisterwahlen in Salzburg 2014 hatte die Gemeindevertretung folgende Verteilung: 8 ÖVP, 5 FPÖ, und 4 SPÖ.[9]
- Mit den Gemeindevertretungs- und Bürgermeisterwahlen in Salzburg 2019 hatte die Gemeindevertretung folgende Verteilung: 8 ÖVP, 6 FPÖ, und 3 SPÖ.[10]
- Mit den Gemeindevertretungs- und Bürgermeisterwahlen in Salzburg 2024 hat die Gemeindevertretung folgende Verteilung: 7 FPÖ, 7 ÖVP und 3 SPÖ.[11]

### Bürgermeister
- 1968–2004 Johann Steiner (ÖVP)[12]
- 2004–2024 Sonja Ottenbacher (ÖVP)[13]
- seit 2024 Josef Voithofer (ÖVP)[14]

### Wappen
Das Wappen der Gemeinde ist:
In von Blau über Gold geteiltem Schilde ein rechtsgewendeter, feuerspeiender roter Panther.